# Referendum sul governo della Martinica del 2010
Il referendum sul governo della Martinica del 2010 (in francese, ufficialmente, consultation des électeurs de la Martinique en application des articles 72-4 et 73 de la Constitution) è un referendum che si è svolto in Martinica il 24 gennaio 2010 per votare sul governo del territorio d'oltremare francese.  Agli elettori è stata data la possibilità di votare sulla fusione del governo regionale e dipartimentale unico in un'unica entità disciplinata dall'articolo 73 della costituzione francese. La proposta è stata accolta con il 68,30% dei voti.
Nella stessa giornata si è tenuto in Guyana francese un referendum equivalente, anch'esso con risultato favorevole.

## Contesto
Il presidente francese Nicolas Sarkozy ha proposto il referendum dopo aver visitato l'isola caraibica della Martinica nel giugno 2009. I dipartimenti francesi d'oltremare della Martinica e della Guadalupa avevano subito scioperi generali prolungati all'inizio del 2009, a causa dei salari e degli standard di vita più bassi rispetto alla Francia continentale.
Dopo un primo referendum con esito sfavorevole tenuto il 10 gennaio 2010 sul tema dell'autonomia, è stata indetta una seconda consultazione, che ha come proposta la creazione di una collettività e governo unico per la Martinica e la Guyana francese in modo da rimpiazzare i governi regionali mono-dipartimentali.

## Esito
| Scelta                                      | Voti    | %     |
| ------------------------------------------- | ------- | ----- |
| Sì                                          | 69 188  | 68,30 |
| No                                          | 32 068  | 31,70 |
| Valide                                      | 101 256 | 95,29 |
| Non valide/bianche                          | 5 006   | 4,71  |
| Totale                                      | 106 262 | 100   |
| Aventi diritto                              | 296 971 | 35,78 |
| Fonte: Ministero dell'interno e d'oltremare |         |       |

## Conseguenze
Con la vittoria del "si", viene attivato il processo per la creazione di una collettività unica che eserciti le competenze di dipartimento e regione. Il consiglio regionale e il consiglio generale vengono sostituiti dalla creazione dell'Assemblea della Martinica, eletta nel dicembre 2015 e istituita il 1º gennaio 2016.